# Raghavendra
Raghavendra (Telugu: రాఘవేంద) – film w języku telugu, powstały na podstawie scenariusza Posani Krishna Murali i w reżyserii Suresh Krishna. Film miał premierę 23 marca 2003.

## Fabuła
Raghava (Prabhas) mieszka z rodzicami w świątynnym mieście Mantralayam. Żyje jak mnich i tak jak mnich nie używa przemocy. Nawet na napastowanie kobiety reaguje wyłącznie błaganiem napastników o zaprzestanie przemocy. Wtedy rodzina i przyjaciele odwracają się od niego. 

Jednak nie zawsze tak było, Rahgava był kiedyś porywczym i skorym do bójki chłopakiem. Mimo że ukrył się przed mrokami przeszłości w mnisim habicie, nie był w stanie przed nimi uciec.

## Muzyka
| Tytuł               | Wykonawca                          |
| ------------------- | ---------------------------------- |
| Adugulona adugu     | Mallikharjuna Rao, Gopika Poornima |
| Bootulu tittakuraa  | Mano                               |
| Calcutta pan vesina | Shankar Mahadevan, Chitra          |
| Nammina nammadi     | Shriya Ghoshal, Kalpana            |
| Nee styele          | Harish Raghavendra, Sujatha        |
| Sarigamapadanisa    | Karthik, Kalpana, Prem Gi Amaren   |